# Morris (tegner)
 For alternative betydninger, se Morris. (Se også artikler, som begynder med Morris)
Maurice de Bevere (bedre kendt som Morris) (født 1. december 1923 i Courtrai, død 16. juli 2001), var en belgisk tegner og manden bag Lucky Luke, som han skabte i 1946. Lucky Luke er en ensom cowboy som rejser omkring i Det Vilde Vesten og hjælper mennesker i nød sammen med sin trofaste hest Jolly Jumper. Den første Lucky Luke-historie, Arizona 1880, blev trykt i «L'Almanach Spirou 1947». Morris boede i USA i seks år, hvor han samlede materiale til flere eventyr med sin helt. 
Som barn tilbragte Maurice al sin tid med at tegne. «Mine forældre blev snart klar over, at det var tegner, jeg ville være. Og de tænkte jeg ville blive illustrator eller noget i den retning. Siden, da de fandt ud af, at jeg ville begynde med tegneserier, frygtede de det værste for mig, for det erhverv var jo ikke noget, man kunne leve af...» har han fortalt om sin barndom.
I modsætning til mange af sine samtidige arbejdede Morris aldrig på andre serier, selvom han lavede en del illustrationer til fortællinger i 1940'erne og 1950'erne. I 1990'erne skabte han Ratata, en aflægger-serie fra Lucky Luke, om den dummeste hund i Det Vilde Vesten, Ratata.